# قطب‌آباد (نرماشیر)
قطب‌آباد، روستایی از توابع بخش بروات (دهستان روداب غربی) شهرستان بم در استان کرمان ایران است.

## جمعیت
این روستا در دهستان روداب غربی قرار دارد و براساس سرشماری مرکز آمار ایران در سال ۱۳۸۵، جمعیت آن ۲۰۳۰ نفر (۹۹۸  خانوار) بوده‌است.
جغرافیا
این روستا در نزدیکی کوه های جبال البارز هست و مردم آنجا لهجه خاصی دارند خرمای آنجا از مرغوب ترین خرما های مضافتی است و مرکبات آنجا زبان زد است  این روستا با میج بندر دولت آباد سر نساء و کروک مرز مشترک دارد این روستا روستایی بسیار آباد است و علاوه بر خرما و انواع مرکبات  گندم، جو،
```
کنار، توت، انجیر،انار، کشت می‌شود.
```